# Zapalenie przyzębia

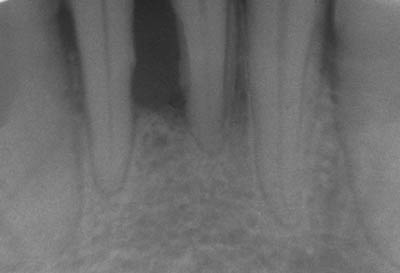
Zdjęcie rentgenowskie okolicy z zapaleniem przyzębia. Widać odsłonięte korzenie zębów.

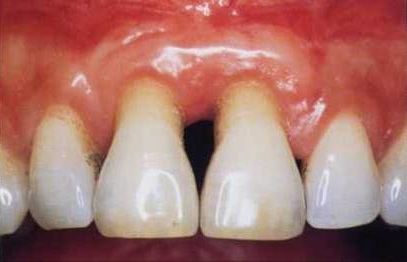
Recesja przyzębia – odsłonięte szyjki zębów

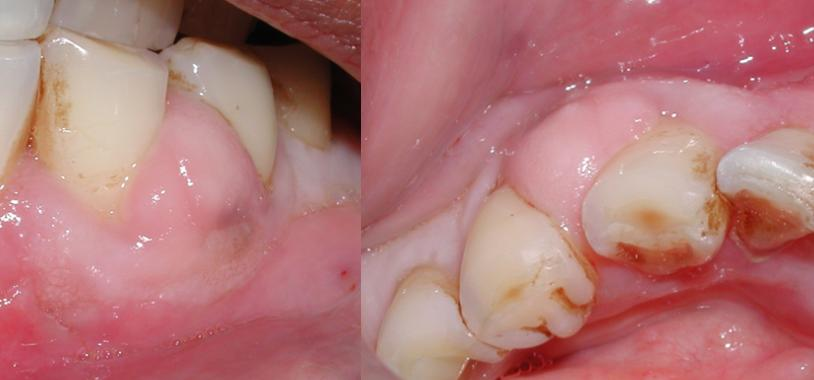
Ropień dziąsła

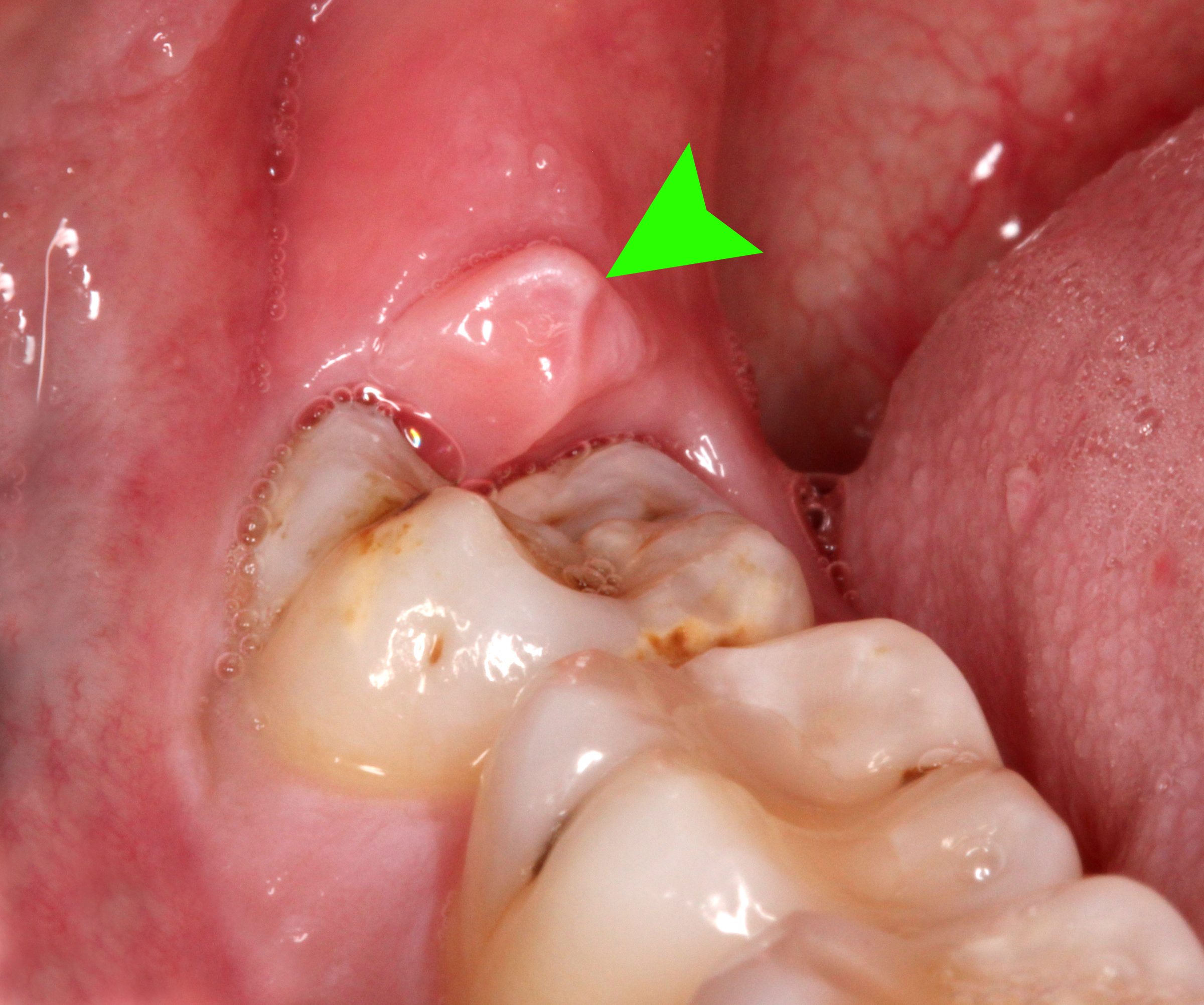
Ropień okołokoronowy wokół trzeciego zęba trzonowego (strzałką zaznaczony kaptur dziąsłowy, pod którym znajduje się przestrzeń sprzyjającą retencji bakterii i cząstek pokarmowych, co może prowadzić do powstania ropnia).

Zapalenie przyzębia (łac. periodontitis), potocznie nazywane parodontozą lub paradentozą – choroba infekcyjna tkanek przyzębia, prowadząca w skrajnych przypadkach do rozchwiania i utraty zębów. W polskiej systematyce jedna z chorób przyzębia (periodontopatii).

## Etiologia
Przyczyną większości przypadków zapalenia przyzębia są bakterie płytki nazębnej i kamienia nazębnego, gromadzące się na powierzchni zębów jako rezultat niedostatecznej higieny przyzębia. Mogą one penetrować w głąb szczelin dziąsłowych (obszar między brzegiem dziąsła a szkliwem zęba) i tworzyć kieszenie patologiczne, a w efekcie – powodować zanik kości i rozchwianie zębów. Pewną rolę odgrywają również mechanizmy immunologiczne gospodarza, a w związku z tym czynniki genetyczne. W przypadku wydolnego systemu immunologicznego danego organizmu ryzyko zapalenia przyzębia jest mniejsze, nawet pomimo ewentualnego przewlekłego zapalenia dziąseł.

### Patogeny przyzębne
Decydującym o wystąpieniu oraz niekiedy determinującym postać zapalenia przyzębia czynnikiem etiologicznym jest obecność i patogenność płytki bakteryjnej. Z kieszonek przyzębnych wyizolowano około 500 szczepów bakterii, z których zaledwie kilka gatunków zostało jednoznacznie powiązanych z występowaniem i progresją zapaleń przyzębia. Większość zidentyfikowanych szczepów są to saprofity jamy ustnej, które w sprzyjających dla siebie warunkach mogą wykazywać patogenność dla tkanek przyzębia. Wśród bakterii związanych z zapaleniem przyzębia dominują Gram-ujemne beztlenowe pałeczki, którym w skolonizowanej przez nie kieszonce przyzębnej towarzyszą również Gram-dodatnie fakultatywne i beztlenowe ziarniaki i pałeczki oraz Gram-ujemne fakultatywne pałeczki. Oprócz wyżej wymienionych, w kieszonce występować mogą mikroorganizmy potencjalnie ją nadkażające (m.in. Gram-ujemne pałeczki jelitowe, Pseudomonas, gronkowce, drożdżaki).
Związek pomiędzy patogenami przyzębnymi i zapaleniem przyzębia:
- Bardzo duży 
  - Porphyromonas gingivalis
  - Aggregatibacter actinomycetemcomitans (wcześniej Actinobacillus actinomycetemcomitans)
  - Tannerella forsythensis
  - Krętki ostrego martwiczego zapalenia dziąseł
- Duży
  - Prevotella intermedia
  - Dialister pneumosintes
  - Dialister invisus
  - Eubacterium nodatum
  - Treponema denticola
- Średni
  - Campylobacter rectus
  - Peptostreptococcus micros
  - Fusobacterium nucleatum
  - Selenomonas noxia
  - Eikenella corrodens
  - Beta-hemolizujące Streptococci

## Objawy
Pierwsze objawy zapalenia przyzębia to obnażanie szyjek zębów przy jednoczesnym zapaleniu dziąseł. Przebieg choroby charakteryzuje się sukcesywną utratą kości wyrostka zębodołowego, a przez to utratą aparatu wieszadłowego zęba. W ostrych stanach zapalnych pojawia się ból i krwawienie dziąseł. Zapalenia przyzębia występują częściej u osób powyżej 35. roku życia oraz u palaczy papierosów.
Najczęstsze objawy paradontozy to:
- krwawienie dziąseł (samoistne lub podczas szczotkowania)
- zaczerwienienie i obrzęk
- nadwrażliwość (bolesność) na temperaturę, dotyk
- nieprzyjemny zapach i posmak w ustach
- cofnięte dziąsła i odsłonięte szyjki zębowe
- kieszonki dziąsłowe (zwiększona przestrzeń pomiędzy tkankami przyzębia a zębem)
- ruchomość zębów i przerwy między nimi (szparowatość)
- ropna wydzielina pomiędzy zębem a dziąsłem
- ropień tkanek przyzębia, ewentualnie przetoka („tunel”, którym ropa wypływa z ropnia)

## Ropnie tkanek przyzębia
- ropień dziąsła (ang. gingival abscess)
- ropień przyzębia (ang. periodontal abscess)
- ropień okołokoronowy (ang. pericoronal abscess)
- połączone zmiany periodontalno-endodontyczne (ang. combined periodontic-endodontic lesions)[2]

## Leczenie
W łagodnej postaci paradontozy, by zahamować postępowanie choroby, wystarczy systematyczne usuwanie kamienia nazębnego, przestrzeganie higieny jamy ustnej, korekta nieprawidłowo wykonanych wypełnień bądź wykonanie uzupełnień protetycznych jak protezy, mosty, korony w przypadku braków zębowych. 
Postać umiarkowana i ciężka oprócz wyżej wymienionych punktów leczenia często wymaga przeprowadzania dodatkowo kiretażu (zabiegu oczyszczania powierzchni korzenia) wraz z uzupełnieniem ubytków kostnych preparatami kościozastępczymi.

### Antybiotyki w leczeniu zapalenia przyzębia
Nie zaleca się rutynowego stosowania antybiotykoterapii w leczeniu zapalenia przyzębia i tkanek okołowszczepowych u pacjentów immunokompetentnych (bez deficytu immunologicznego); podstawowe znaczenie w leczeniu periodontologicznym ma terapia mechaniczna, która polega na usunięciu złogów nad- i poddziąsłowych oraz wygładzeniu powierzchni korzeni (ang. scaling and root planing, SRP).
Zaleca się ogólne podanie antybiotyku u pacjentów z ostrymi objawami choroby, takimi jak mnogie ropnie przyzębne oraz martwicze choroby przyzębia przebiegające z objawami ogólnymi (wysoka gorączka, złe samopoczucie, zawroty głowy, odwodnienie lub tachykardia).
Zastosowanie systemowej antybiotykoterapii należy rozważyć także w przypadku braku odpowiedzi na terapię mechaniczną u pacjentów z potwierdzoną infekcją A. actinomycetemcomitans i/lub P. gingivalis w stadium IV zapalenia przyzębia (wg klasyfikacji chorób przyzębia i tkanek okołowszczepowych z 2017 roku).
Podanie antybiotyku powinno być, jeśli to tylko możliwe, poprzedzone wykonaniem badania mikrobiologicznego z oceną lekowrażliwości periopatogenów.
W przypadku terapii empirycznej w mnogich ropniach przyzębnych zaleca się terapię amoksycyliną z kwasem klawulanowym, w przypadku uczulenia na antybiotyki penicylinowe zaleca się podanie azytromycyny, w tym wskazaniu zaleca się podanie antybiotyku równocześnie z terapią mechaniczną.
W przypadku terapii empirycznej w martwiczych chorobach przyzębia zaleca się stosowanie metronidazolu, w tym wskazaniu zaleca się podanie antybiotyku równocześnie z terapią mechaniczną.
W przypadku terapii empirycznej w IV stadium zapalenia przyzębia zaleca się terapię skojarzoną amoksycyliną (bez kwasu klawulanowego) z metronidazolem. W przypadku uczulenia na antybiotyki penicylinowe zaleca się stosowanie wyłącznie metronidazolu. Pierwsza dawka antybiotyku powinna być przyjęta w dniu zakończenia terapii mechanicznej.

## Klasyfikacja ICD10
| kod ICD10     | nazwa choroby                         |
| ------------- | ------------------------------------- |
| ICD-10: K05   | Zapalenie dziąsła i choroby przyzębia |
| ICD-10: K05.2 | Ostre zapalenie przyzębia             |
| ICD-10: K05.3 | Przewlekłe zapalenie przyzębia        |